# أنتوني جاريت ليزي
أنتوني جاريت ليزي (بالإنجليزية: Antony Garrett Lisi) (و. 1968 – م) هو فيزيائي، ومتركمج من الولايات المتحدة الأمريكية . ولد في لوس أنجلوس .

## التعليم
تعلم في جامعة كاليفورنيا، لوس أنجلوس، وجامعة كاليفورنيا، سان دييغو

## أعمال بارزة
من أهم أعماله:
- An Exceptionally Simple Theory of Everything.

## روابط خارجية
- أنتوني جاريت ليزي على موقع IMDb (الإنجليزية)